# خونریزی (فیلم ۲۰۱۱)
خونریزی (به انگلیسی: Blood Out) فیلمی محصول سال ۲۰۱۱ و به کارگردانی جیسون هویت است. در این فیلم بازیگرانی همچون لوک گاس، وینی جونز، وال کیلمر، فیفتی سنت، آنالین مک‌کرد، تامر حسن، اد کوئین، رایان داناوهو، امبر چایلدرز، بابی لشلی و استفانی انوره ایفای نقش کرده‌اند.